# Hyaliodes vitripennis
Hyaliodes vitripennis är en insektsart som först beskrevs av Thomas Say 1832.  Hyaliodes vitripennis ingår i släktet Hyaliodes och familjen ängsskinnbaggar. Inga underarter finns listade i Catalogue of Life.